# Ulmeni (Buzău)
Ulmeni è un comune della Romania di 3 209 abitanti, ubicato nel distretto di Buzău, nella regione storica della Muntenia.
Il comune è formato dall'unione di 5 villaggi: Băltărești, Clondiru, Săraia, Ulmeni, Vîlcele.